# 阵挛
陣攣（Clonus），又称 陣挛性狀態，為一系列由於肌肉突然的拉扯後，產生非自主節律性的肌肉收縮與放鬆。陣攣是一種特定的神經現象，特別是上運動神經元疾病（UMNL），如漸凍人（ALS）、中風、多發性硬化、脊髓損傷或是肝性腦病變。不像局部肌纖維抽動（fasciculations）現象（通常是下運動神經元疾病造成），陣攣通常是由一反射造成的大的肢體動作。 
造成陣攣的原因是因為深層肌腱反射（DTR）發生後，中樞神經沒有辦法抑制它。 
陣攣最常發生在腳踝的地方，臨床上可以用快速的足背屈操作來誘發。另一個常測試陣攣的地方是膝蓋骨，測試方法是快速的把膝蓋骨向下推。五次以上的陣攣就被視為不正常。

## 外部連結
- Video demonstration of clonus at UCLA
- Dr. Gilman on Serotonin Toxicity